# 1932 no carnaval
Nesta página encontrará referências aos acontecimentos directamente relacionados com o carnaval ocorridos durante o ano de 1932.

## Eventos
- A Estação Primeira de Mangueira vence o primeiro desfile não-oficial de escolas de samba no Rio de Janeiro. A vice-campeã é a GRES Portela.
- O prefeito/interventor Pedro Ernesto oficializa as comemorações do carnaval carioca.

## Nascimentos
| Data | Nome | Profissão | Nacionalidade | Observações | Ref |
| ---- | ---- | --------- | ------------- | ----------- | --- |

## Mortes
| Data | Nome | Profissão | Nacionalidade | Observações | Ref |
| ---- | ---- | --------- | ------------- | ----------- | --- |